# フェネルバフチェ・ベコ
フェネルバフチェ・バスケトボル（Fenerbahçe Basketball (トルコ語: Fenerbahçe Basketbol)）は、トルコのイスタンブールを本拠地とするプロバスケットボールチームで、フェネルバフチェSKの男子バスケットボール部門である。

## スポンサーネーム
- フェネルバフチェ・ユルケル (2006–2015)
- フェネルバフチェ・ドウシュ (2017–2018)[2]
- フェネルバフチェ・ベコ (2018–現在)[3]

## 主なタイトル
ターキッシュエアラインズユーロリーグ
- 優勝:2回（2016-17, 2024–25）

ターキッシュ・バスケットボール・リーグ
- 優勝: 9回（1990–91, 2006–07, 2007–08, 2009–10, 2010–11, 2013–14, 2015–16, 2016–17, 2017–18）

## 歴代ホームアリーナ
| # | アリーナ名                             | 収容人数 | 年        |
| - | -------------------------------------- | -------- | --------- |
| 1 | リュトフィ・クルダル・スポーツ・パレス | 7,000    | 1949-1988 |
| 2 | アブディ・イペクチ・アリーナ           | 12,270   | 1989      |
| 3 | アブディ・イペクチ・アリーナ           | 12,270   | 1992-2010 |
| 4 | スィナン・エルデム・ドーム             | 16,000   | 2010-2012 |
| 5 | ユルケル・スポーツ・アリーナ           | 13,800   | 2012-現在 |

## 過去の成績
| シーズン | ターキッシュ・リーグ | ターキッシュ・カップ |
| -------- | -------------------- | -------------------- |
| 2006-07  | 1位                  | 準決勝敗退           |
| 2007-08  | 1位                  | 準決勝敗退           |
| 2008-09  | 2位                  | 準決勝敗退           |
| 2009-10  | 1位                  | 優勝                 |
| 2010-11  | 1位                  | 優勝                 |
| 2011-12  | 5位                  | 準々決勝敗退         |
| 2012-13  | 5位                  | 優勝                 |
| 2013-14  | 1位                  | 準決勝敗退           |
| 2014-15  | 3位                  | 準優勝               |
| 2015-16  | 1位                  | 優勝                 |
| 2016-17  | 1位                  | 準々決勝敗退         |
| 2017-18  | 1位                  | 準々決勝敗退         |
| 2018-19  | 2位                  | 優勝                 |

## 歴代主将

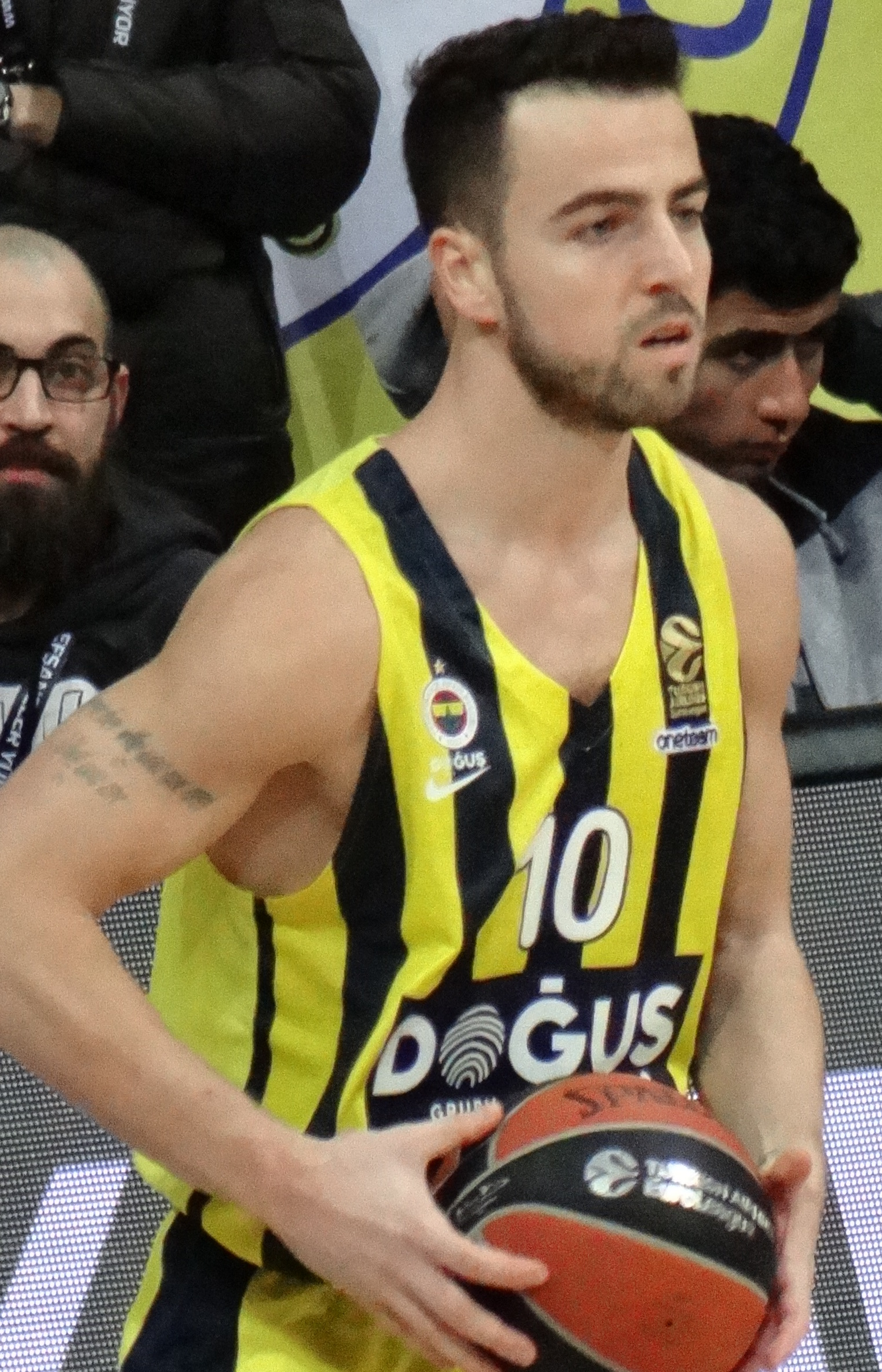
メリフ・マフムトール

| 年        | 名前                     |
| --------- | ------------------------ |
| 1988-1993 | アリ・リモンジュオール   |
| 1993-1995 | ヒュスニュ・チャクルギル |
| 1995-1998 | ギュライ・カナン         |
| 1998-2003 | ザザ・エンデン           |
| 2003-2006 | ゼキ・ギュライ           |
| 2006-2010 | ダミル・ムルシッチ       |
| 2010-2014 | ヨメル・オナン           |
| 2014-2015 | エミル・プレルジッチ     |
| 2015-現在 | メリフ・マフムトール     |

## 主な選手
- ジェイ・トリアーノ
- エルサン・イルヤソバ
- エネス・カンター
- リナス・クレイザ
- ボヤン・ボグダノヴィッチ
- ヤン・ヴェセリー
- ペロ・アンティッチ
- エペイ・ウドゥ
- ボグダン・ボグダノヴィッチ
- アンソニー・ベネット
- ルイージ・ダトメ

## 歴代ヘッドコーチ
- 1949-1950  フェリドゥン・コライ
- 1951-1965  サミム・ギョレチュ

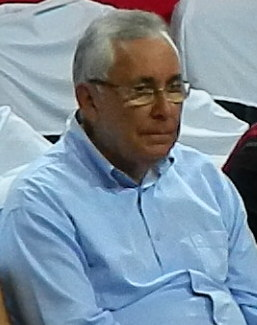
アイドゥン・ヨルス

- 1965-1966  サミム・ギョレチュ /  サジト・セルデュズ /  メフメト・バトゥラルプ /  アルタン・ディンチェル
- 1966-1967  エロル・デミロマ /  アルタン・ディンチェル
- 1967-1968  アルタン・ディンチェル
- 1968-1969  ヨンデル・ダイ
- 1969-1971  メフメト・バトゥラルプ
- 1971-1972  メフメト・バトゥラルプ /  アルタン・ディンチェル /  デニズ・スィネ /  ビュレント・ユクセル
- 1972-1973  アルタン・ディンチェル
- 1973-1975  ヨンデル・セデン
- 1975-1976  ヨンデル・セデン /  ヒュセイン・コズルジャ
- 1976-1978  トゥルー・スィヤフシュ
- 1978-1979  トゥルー・スィヤフシュ /  ヒュセイン・コズルジャ
- 1979-1982  メフメト・バトゥラルプ
- 1982-1983  ヨンデル・セデン
- 1983-1984  アイダン・スィヤフシュ /  ヨンデル・オカン
- 1984-1985  ヨンデル・オカン
- 1985-1986  デニス・ペリーマン /  エルダル・ポイラゾール /  マフムト・ウスル
- 1986-1987  ファルク・アカギュン /  ルザ・エルフェルディ
- 1987-1988  ルザ・エルフェルディ /  ドーアン・ハクイェメズ
- 1988-1989  フェフミ・サドゥコール /  ルザ・エルフェルディ
- 1989-1993  チェティン・ユルマズ
- 1993-1994  ネジャティ・ギュレル /  ファルク・クレノヴィッチ
- 1994-1995  ムラト・ディディン
- 1995-1996  ムラト・ディディン / ムラト・ヨズギュル
- 1996-1998  ムラト・ヨズギュル
- 1998-1999  ムラト・ヨズギュル /  ハリル・ユネル
- 1999-2000  ハリル・ユネル
- 2000-2001  ニハト・イジッチ
- 2001-2004  ムラト・ヨズギュル
- 2004-2007  アイドゥン・ヨルス
- 2007-2009  ボグダン・タニェヴィッチ
- 2009-2010  ボグダン・タニェヴィッチ /  エルトゥールル・エルドアン
- 2010-2012  ネヴェン・スパヒヤ
- 2012-2013  シモーネ・ピアニジャーニ /  エルトゥールル・エルドアン
- 2013-2020  ジェリコ・オブラドヴィッチ
- 2020-現在  イゴール・ココシュコヴ